# Harmina
La harmina es un alcaloide fluorescente perteneciente a la familia de las beta-carbolinas. Se encuentra en varias plantas, notablemente en la planta de harmal del Medio Oriente (Peganum harmala) también conocida como ruda siria, en la liana sudamericana Banisteriopsis caapi y en Zygophyllum fabago. Se ha encontrado también en las exudaciones de las raíces de la oca (Oxalis tuberosa) transformadas por Agrobacterium rhizogenes.
La harmina es un inhibidor reversible de la monoamina oxidasa A (MAO-A), una enzima que degrada las monoaminas. La harmina se une selectivamente a la MAO-A pero no inhibe la variante MAO-B.

## Usos
Entre las monoaminas se incluyen neurotransmisores (serotonina, dopamina), hormonas (melatonina) y drogas, así como muchos alucinógenos (psilocybina, dimetiltriptamina (DMT), mescalina). Al retardar la degradación de los neurotrasmisores, los inhibidores de la monoamina oxidasa (IMAO) pueden ayudar a incrementar las reservas de estos productos, y muchos IMAO se usan como  antidepresivos. La harmina no ha sido objeto de muchas investigaciones clínicas en el tratamiento de la depresión, lo que puede en parte ser debido a su restricción legal en muchos países, así como a la existencia de IMAO sintéticos con menos efectos colaterales.
P. harmala y B. caapi se han usado por sus efectos psicoactivos. B. caapi tiene tradición de uso combinado con plantas que contienen la droga  DMT. Tradicionalmente B. caapi se consume en forma de bebida, con la planta que contiene DMT o sin ella (véase ayahuasca). Ordinariamente, la DMT no es activa cuando se toma oralmente, pero los usuarios reportan efectos muy diferentes cuando la DMT está presente en tales brebajes. La harmina y sustancias que la contienen se han usado junto con otras drogas por los experimentadores modernos. Muchos alucinógenos parecen aumentar su potencial  cuando se usan en esta forma.
La harmina también se usa como un indicador fluorescente de pH.  Cuando aumenta el pH del medio, la emisión de fluorescencia de la harmina decrece.
Con el radioisótopo carbono 11 la harmina se usa en neuroimágenes por tomografía de emisión de positrones para examinar su unión a MAO-A.
Se ha encontrado harmina en las exudaciones de las raíces de la oca (Oxalis tuberosa) transformadas por Agrobacterium rhizogenes. La harmina y harmalina exududadas tienen propiedades antimicrobianas.
También se ha descubierto que la harmina incrementa la expresión de la bomba de glutamato EAAT2 en sistema nervioso central reduciendo, por lo tanto, la toxicidad del glutamato.